# Gudmund Leonard Silverstolpe
Gudmund Leonard Silverstolpe, född 5 juli 1815 i Stockholm, död där 27 september 1853 (av kolera), var en svensk ämbetsman och skald.

## Biografi
Silverstolpe var son till bankokommissarien Carl Gudmund Silverstolpe, brorson till Fredrik Samuel Silverstolpe och Gustaf Abraham Silfverstolpe samt systerson till Isak Kjölström. Han blev student vid Uppsala universitet 1834, där han avlade ämbetsexamen 1837 och var därefter verksam i flera ämbetsverk i Stockholm, från 1850 var han kammarskrivare i Kungl. Krigskollegiet och från 1853 andre kanslist i Riddarhuset. Från 1842 var han även extra amanuens vid Svenska akademien, en befattning som ombildades till en tjänst som ordinarie amanuens 1850. 
Som författare vann han Svenska akademiens andra pris för de personliga dikterna Segerkronan 1839 och Sadis syn 1841, men han gjorde sig även känd som satirisk diktare. Som tecknare och grafiker var han mycket produktiv och många av hans teckningar bär spår av satir eller karikatyrer. Under sina år i Uppsala var han en repliksnabb och särpräglad humorist och det berättas att han ofta gestaltade sina tankar i bild samtidigt som han formade ord till bilden. Silverstolpe är representerad vid Uppsala universitetsbibliotek och Nationalmuseum i Stockholm.

### Översättningar
- Alessandro Stradella av Friedrich Wilhelm Riese.[3]